# Iphigenie (1977)
Iphigenie ist ein griechisches Filmdrama von Michael Cacoyannis aus dem Jahr 1977. Es beruht auf dem Theaterstück Iphigenie in Aulis von Euripides.

## Handlung
Nach der Entführung der Helena wollen Helenas Mann Menelaos und sein Bruder Agamemnon mit 1000 Schiffen gen Troja aufbrechen, um Helena zurückzuholen und sich an den Entführern zu rächen. Die verbündeten Heere, darunter auch die des Achilles, treffen sich in Aulis, können jedoch nicht aufbrechen, da die einsetzende Windstille die Fahrt unmöglich macht. Die Soldaten beginnen zu rebellieren und vor allem die Essensversorgung sorgt für Unfrieden. Agamemnon beginnt bei den Bauern im Umkreis Tiere zu erlegen und tötet dabei vor den Augen des Sehers Kalchas auch den heiligen Hirsch im Hain der Artemis.
Mit Odysseus erscheint kurze Zeit später ein Hoffnungsträger für das Heer, das nun bald aufzubrechen glaubt. Odysseus ist mit Agamemnon und Menelaos kurze Zeit später Zeuge von Kalchas’ Spruch. Die Götter hätten ihm mitgeteilt, dass Agamemnon für seinen Frevel, den heiligen Hirsch zu erlegen, ein Opfer bringen müsse, woraufhin Wind aufkommen werde. In Troja werde man dann siegreich sein. Das geforderte Opfer jedoch schockiert die Anwesenden: Agamemnon soll seine älteste Tochter Iphigenie den Göttern opfern. Agamemnon weigert sich, das Opfer zu bringen, und will stattdessen die Armee auflösen. Angesichts der euphorisierten Masse entscheidet er sich jedoch, diesen Entschluss nicht bereits am Abend des Orakelspruchs zu verkünden. Seiner Tochter schickt er einen Brief, in dem er ihr ihre Heirat mit Achilles verkündet und sie bittet, nach Aulis zu kommen. Gegen seinen Willen schließt sich Iphigenies Mutter Klytaimnestra der Reise an, da eine Hochzeit im Beisein der Mutter zu erfolgen hat.
Agamemnon kann die Opferung unterdessen nicht mit seinem Gewissen vereinbaren und will Iphigenie auf der Reise abfangen lassen und sie zurück nach Hause schicken. Menelaos fängt den alten Diener, der zu Iphigenie gehen soll, ab. Er will zunächst den Spruch der Götter durchsetzen, entscheidet sich angesichts der Tränen seines Bruders jedoch um. Er unterstützt nun die Auflösung des Heeres, doch meint Agamemnon, dass es zu spät dafür sei. Als Agamemnon schließlich allein losreiten will, um seine Tochter zur Rückkehr zu bewegen, kündigt ein Bote bereits ihre Ankunft an. Agamemnon beschließt, das Schicksal entscheiden zu lassen.
Vor seiner Frau hält er die Lüge der Hochzeit aufrecht, verzweifelt jedoch, als sie darauf besteht, der Hochzeit beizuwohnen. Agamemnon verbirgt sich nun vor seiner Familie und der Armee. Der alte Diener lässt Achilles zum Haus Agamemnons kommen, wo dieser auf Klytaimnestra trifft. Sie begrüßt ihn als zukünftigen Schwiegersohn, doch macht er klar, dass er nie um Iphigenies Hand angehalten habe. Klytaimnestra erfährt nun durch den Diener vom wahren Plan Agamemnons und ist entsetzt. Achilles verspricht, Iphigenie vor dem Tod zu bewahren, da Agamemnon seinen Namen für seine Lügen benutzt habe. Klytaimnestra solle mit ihrem Mann reden und ihn zur Vernunft bringen. Iphigenie hat unterdessen die Unterredung mitbekommen und flieht in die Wälder von Aulis.
Agamemnon kehrt in sein Haus zurück, wo er von Klytaimnestra zur Rede gestellt wird. Sie macht ihm klar, dass er zum Mörder werden wird und sie ihn dafür für immer hassen werde. Odysseus, der Agamemnons Zögern brechen will, teilt der Armee unterdessen mit, dass nach der Opferung Iphigenies Wind aufkommen wird. Die Masse fordert nun die Opferung. Der Druck auf Agamemnon wird verstärkt, als Odysseus mit dem euphorisierten Heer zu seinem Haus kommt. Achilles, der sich der Masse entgegenstellt und behauptet, dass Odysseus lügt und Iphigenie in Wirklichkeit seine Frau werden soll, wird mit Steinen beworfen und davongejagt. Soldaten finden unterdessen Iphigenie und bringen sie zu Agamemnons Haus. Achilles verspricht, sie zu beschützen, und auch Klytaimnestra will sie mit ihrem Leben verteidigen. Iphigenie jedoch hat sich entschlossen. Sie weiß, dass sie sterben wird, und will dies wenigstens in Würde. Kein Blut soll für sie fließen; sie versteht sich als erstes Opfer des Krieges, der weitere Opfer – auch unter verdienten Männern – fordern wird. Mit ihrem Brautschleier angetan begibt sie sich zum Opferplatz. Als sie die letzten Stufen auf diesem Weg erklimmt, kommt Wind auf. Die Soldaten stürmen begeistert die Schiffe, während Agamemnon seiner Tochter hinterherläuft, beim Betreten des Opferplatzes jedoch schockiert stehenbleibt. Die Schiffe stechen in See. Klytaimnestra verlässt mit ihrem Gefolge Aulis, die Kamera verharrt auf ihrem starren Blick auf die Schiffe der Armee.

## Produktion
Iphigenie war nach Elektra (1962) und Die Troerinnen (1971) die dritte Euripides-Verfilmung von Michael Cacoyannis. Gedreht wurde in der Agäis, Iphigenie-Darstellerin Tatiana Papamoschou war zu dem Zeitpunkt zwölf Jahre alt. Für die Dreharbeiten erhielt Cacoyannis Unterstützung durch den griechischen Verteidigungsminister Evangelos Averoff, der über 2000 Soldaten als Komparsen für den Film freistellen ließ. Die Kostüme und die Filmbauten schuf Dionysis Fotopoulos.
Iphigenie wurde im Mai 1977 auf den Internationalen Filmfestspielen von Cannes uraufgeführt. Der Film lief am 5. Februar 1982 in den Kinos der DDR an.  	

## Kritik
Der film-dienst nannte Iphigenie eine „Filmnachdichtung, in der sich überzeugende Gegenwartsbezüge des Tragödiengehalts mit pompösen Regieeinfällen vermischen.“ Der Film sei aufgrund der „Schilderung menschlicher Gewissenskonflikte unter dem Zwang politisch-militärischen Zweckdenkens diskussionswert.“
Cacoyannis „legt es mit großangelegten Massenszenen, mit theatralischem und manchmal sogar schon melodramatischem Ausdruck durchaus auf große Kinowirksamkeit an, aber er bewahrt dem szenischen Geschehen seine antike, seine archaisch-mythische Strenge und Würde“, befand die Neue Zeit. Das Neue Deutschland sah in Iphigenie einen „Film gegen den Krieg, ein[en] Film, der aufschreit gegen das, was Krieg aus Menschen zu pressen vermag, gegen gesellschaftliche Konstellationen, in denen Politik und Sittlichkeit in unlöslichen Konflikt untereinander geraten.“ Gelobt wurden Cacoyannis und Kameramann Arvanitis, die „Bilder von mitunter archaisch wirkender Kraft“ schaffen, auch wenn „Arrangement und Fotografie gelegentlich die Ausdrucksweisen der Trivialgenres zu streifen [scheinen] – ohne selbst je trivial zu werden.“ Die Berliner Zeitung fand es „[a]usgesprochen spannend, stellenweise atemberaubend zu sehen, wie Cacoyannis in dem strengen, fremden, archaischen Mythos gegenwärtige Konflikte Haltungen, Möglichkeiten entdeckt, für einzelne Texte des Euripides monumentale Bilder setzt und sich dann ganz auf den Dialog der handelnden Figuren konzentriert, so fesselt und große Kinowirksamkeit erreicht.“

## Auszeichnungen
Iphigenia lief 1977 in Cannes im Wettbewerb um die Goldene Palme. Auf dem Internationalen Filmfestival Thessaloniki gewann der Film im selben Jahr den Preis in der Kategorie Bester Film und Beste Schauspielerin (Tatiana Papamoschou). Iphigenie wurde 1978 für einen Oscar in der Kategorie Bester fremdsprachiger Film nominiert. Auf dem Chicago International Film Festival erhielt der Film 1984 eine Gold-Hugo-Nominierung als Bester Spielfilm.